# 21724 Ratai
A 21724 Ratai (ideiglenes jelöléssel 1999 RA132) a Naprendszer kisbolygóövében található aszteroida. A LINEAR projekt keretében fedezték fel 1999. szeptember 9-én.